# 迪恩斯伯勒 (紐約州)
迪恩斯伯勒（英語：Deansboro）是位於美國紐約州奧奈達縣的非建制地區。

## 歷史
迪恩斯伯勒的郵局自1894年營運至今。

## 地理
迪恩斯伯勒所處的海拔為高於海平面249米（即817英呎），而該地所採用的時區為UTC-5，即北美东部时区（EST）。同時該地設有夏令時間，為UTC-5調快一小時，即UTC-4（EDT）。